# Belagerung von Zadar (1345–1346)
Die Belagerung von Zadar (italienisch Zara) war eine venezianische Militäroperation mit dem Ziel, die kroatische Küstenstadt Zadar im Norden Dalmatiens zu erobern. Die Truppen Venedigs kämpften gegen die Bürger der Stadt, die zeitweise von einer Armee unter König Ludwig von Anjou unterstützt wurden. Die Belagerung dauerte vom 12. August 1345 bis zum 21. Dezember 1346 und endete mit der Einnahme der Stadt.

## Vorgeschichte
Die Stadt Zadar war bereits um das Jahr 1000 zum ersten Mal von den Venezianern eingenommen worden, konnte sich aber wieder von der venezianischen Herrschaft frei machen. In den folgenden Jahrhunderten kam es zu zahlreichen Konflikten, in deren Verlauf Zadar zeitweise von Venedig beherrscht und zeitweise autonom war.
Als Ludwig von Anjou 1342 kroatisch-ungarischer König wurde, beschloss er, die volle Kontrolle über die nordöstliche adriatische Küste zu erringen. Die Bürger Zadars nutzten diese Gelegenheit und baten den König um Hilfe. Er marschierte in den Jahren 1344 und 1345 in Dalmatien ein, seine Truppen drangen jedoch nicht bis Zadar vor.
Zwischenzeitlich entschieden die Venezianer, ihre Interessen in Dalmatien militärisch durchzusetzen, und entsandten im Sommer 1345 eine kombinierte Land- und Seestreitmacht von etwa 20.000–25.000 Mann nach Zadar. König Ludwig verfügte dagegen nur über Landstreitkräfte. Die Bürger von Zadar selbst konnten etwa 4.000 bis 6.000 Bewaffnete unter dem Kommando des Stadtfürsten Marko Corner und des Erzbischofs Nikola Matafar aufbieten.

## Belagerung
Am 12. August 1345 begann die Belagerung der Stadt und der umliegenden Verteidigungswerke. Die Landtruppen der Venezianer wurden von Marco Giustiniani kommandiert, die Seestreitkräfte von Pietro de Canale.
Die Belagerung bestand aus drei Phasen. Die erste Phase dauerte bis Ende Januar 1346, als die venezianischen Schiffe die Hafenkette Zadars durchbrachen und in den Stadthafen einlaufen konnten. In der Zwischenzeit ernannte die Republik des heiligen Markus Pietro Civrano zum neuen Oberbefehlshaber (capitaneus generalis) der Belagerungstruppen.

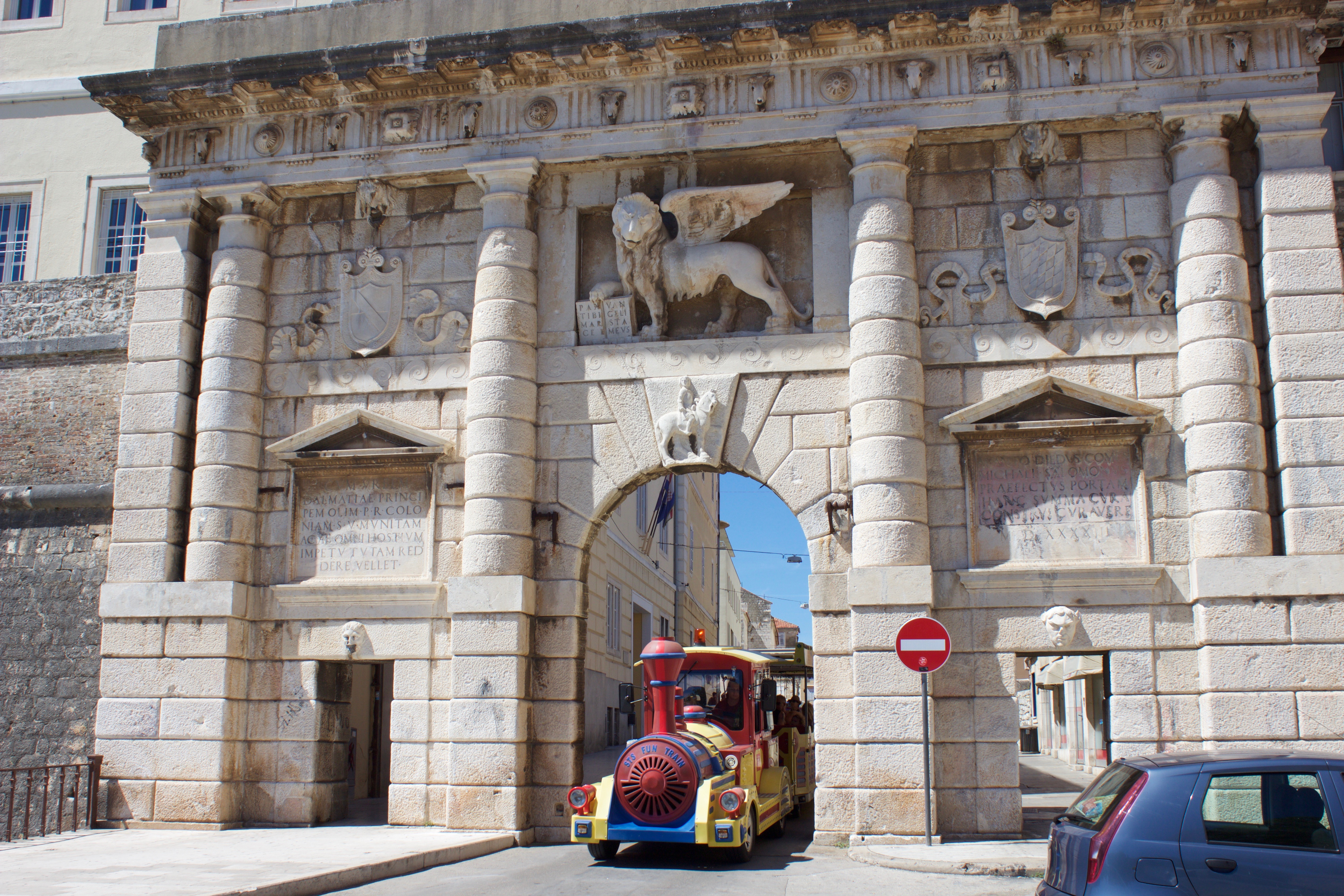
Das während der Belagerung umkämpfte Landtor Zadars

Die zweite Phase war geprägt von der Ankunft des Königs Ludwig mit einer großen Armee (die Angaben der Quellen schwanken zwischen 20.000 und 100.000 Mann), die versuchte, die Belagerung zu brechen. Ab dem späten Frühjahr griffen die königlichen Truppen mehrmals, aber erfolglos, die Venezianer an, deren Hauptstützpunkt eine Bastei (Bastida) in der Nähe Zadars war. Der Hauptangriff der königlichen Armee zur Entlastung der Belagerung geschah am 1. Juli 1346. Er scheiterte, und Ludwig befahl die Rückkehr seiner Truppen in den Norden. So waren die Verteidiger Zadars in der dritten Phase der Belagerung auf sich allein gestellt. Obwohl sie von der Versorgung mit Lebensmitteln und Wasser abgeschnitten waren, leistete die Stadt noch Widerstand bis zum Dezember, als der Mangel sie zur Kapitulation zwang.
Am 21. Dezember 1346 marschierte das venezianische Heer in die Stadt ein und übernahm die Herrschaft.

## Nachwirkungen
Zadar blieb Teil der Republik Venedig bis 1357, als Ludwig von Anjou ganz Dalmatien von den Venezianern eroberte. Im Frieden von Zadar vom 18. Februar 1358 musste die Republik Venedig das ganze Gebiet von der Kvarner-Bucht im Kroatischen Küstenland bis zur Stadt Durrës im albanischen Küstenland an den König abtreten.
1358 wurde Zadar für die nächsten fünfzig Jahre wieder eine autonome Kommune unter den kroatisch-ungarischen Königen und Königinnen, bis das ganze ehemalige Thema Dalmatien 1409 von König Ladislaus von Neapel für 100.000 Dukaten an die Republik Venedig verkauft wurde.